# Estación de Oberrüti
La estación de Oberrüti es una estación ferroviaria de la comuna suiza de Oberrüti, en el Cantón de Argovia.

## Historia y situación
La estación de Oberrüti fue inaugurada en el año 1881 con la puesta en servicio del tramo Muri - Rotkreuz del Aargauische Südbahn Ruppeswil - Immensee por parte del NOB en colaboración con el Schweizerische Centralbahn (SCB). En 1902 ambas compañías pasarían a ser absorbidas por SBB-CFF-FFS.
Se encuentra ubicada un poco alejada del núcleo urbano de Oberrüti, situándose a casi un kilómetro al este del mismo. Cuenta con dos andenes laterales a los que acceden dos vías pasantes, a las que hay que sumar otra vía pasante más y varias vías toperas. En el norte de la estación existe una derivación a una industria.
En términos ferroviarios, la estación se sitúa en la línea Rupperswil - Immensee, también conocida como el Aargauische Südbahn. Sus dependencias ferroviarias colaterales son la estación de Sins hacia Rupperswil y la estación de Rotkreuz en dirección a Immensee.

## Servicios ferroviarios
Los servicios ferroviarios de esta estación están prestados por SBB-CFF-FFS:

### S-Bahn Argovia
En la estación efectúan parada trenes de una línea de la red S-Bahn Argovia:
- S 26 Aarau/Lenzburg – Wohlen – Muri – Rotkreuz